# Trebava
Trebava (ili Trebovac) je planina u Bosni i Hercegovini.
Nalazi se u sjeveroistočnoj Bosni, između Gradačca, Doboja i Modriče. Svrstava se u red niskih planina, ispod 1000 metara nadmorske visine. Njeni najviši vrhovi su Duga Njiva (629 m), zatim Spletena Lipa (644 m), Vis (692 m), Becanj (566 m). Geološku podlogu čine uglavnom serije sedimentnih stijena, i to paleogenski fliš. Na južnim padinama javljaju se vapnenci (permsko-mezozojsko-paleogene formacije). Javljaju se i bentoniti (nastali u naglim prirodnim izlivima kiselih lava), kvarcni pijesci (pliocensko-marinski sedimenti) i gline (Sprečanski tercijarni bazen).